# Haïbongo
Haïbongo est une commune du Mali, dans le cercle de Diré et la région de Tombouctou.